# Église Saint-Sébastien de Palau-del-Vidre
 (février 2025).
L’église Saint-Sébastien de Palau-del-Vidre ou Église Sainte-Marie est l'église paroissiale et l'église principale de Palau-del-Vidre, dans le département des Pyrénées-Orientales. L'église se situe au cœur de l'ancien village, et est bâtie à l'intérieur du périmètre ancien du fort, ou château, de Palau-del-Vidre.

## Histoire de l'église
L'église de Palau-del-Vidre apparait dans les documents au XIIe siècle, ce qui est tardif par rapport aux premières mentions de Palau-del-Vidre (IXe siècle). Elle apparait en l'an 1100 dans un acte de donation de terres faite par un habitant de Palau à l'évêché d'Elne, sous le nom de "Parrochia Sanctae Mariae de Palad". Ainsi l'église était, anciennement placée sous le patronage de la Vierge Marie. En 1172, le comte Girard II de Roussillon, qui possédait la seigneurie de Palau, en fit don, ainsi que l'église, à l'ordre du Temple, qui posséda le lieu et la paroisse jusqu'à sa dissolution. Comme beaucoup d'anciennes possessions templières, Palau-de-Vidre fut donnée aux Hospitaliers de l'ordre de Saint-Jean de Jérusalem.
L'édifice actuel, cependant, n'était sans doute pas cette église mentionnée au XIIe siècle. L'église que l'on voit aujourd'hui est une ancienne salle du château de Palau-del-Vidre, qui fut transformée en lieu de culte vers le XIVe ou XVe siècle. Le mobilier gothique tardif de l'église, notamment les retables de cette période, témoignent de la prospérité de Palau-del-Vidre à la fin du Moyen Âge.
C'est au XVIIe siècle, sans doute à la suite d'une épidémie de peste qui épargna le village, que l'église fut placée sous le patronage de saint Sébastien. Elle reste aujourd'hui sous ce patronage, mais elle est parfois toujours qualifiée d'« église Sainte-Marie ».

## Description de l'édifice
Occupant une ancienne salle du château de Palau-del-Vidre, l'église Saint-Sébastien possède un plan très atypique, qui ne répond en rien aux canons de l'architecture habituelle d'une église. Sa nef unique est très large, mais assez courte et couverte par une charpente apparente soutenue par des arcs diaphragme. L'édifice est dépourvue d'abside, le chevet n'étant formé que par un grand mur plat. Six chapelles latérales aux dimensions irrégulières s'ouvrent sur la nef, les deux situées près du chœur forment une sorte de faux transept.
Le clocher, est une tour s'élevant du côté nord-ouest de l'édifice, fut commencée au XVIIe siècle et ne fut terminée qu'à la fin du XIXe siècle. Elle est couronnée par une cage en fer forgé contenant les cloches.

## Retables et mobilier
L'église de Palau-del-Vidre est surtout intéressante par ses retables de style gothique, datant du XVe siècle.
- Le Retable de Saint-Michel et Saint-Hippolyte est l'œuvre de l'artiste catalan Arnaud Gassies. Il s'agit d'un grand panneau de bois représentant plusieurs scènes peintes de la vie des deux saints.
- Le Retable de Saint-Jean-Évangéliste est une œuvre anonyme, inspirée du style du retable précédent, il réunit des panneaux peints d'influence espagnole et flamande, mais est dans  l'ensemble de moins bonne qualité artistique que son pendant.

À ces retables, il faut ajouter deux autres, plus tardifs.
- Le Retable de Saint-Sébastien, était l'ancien retable du Maître-Autel, daté de 1648, il fut l'œuvre du sculpteur catalan Llàtzer Tremullas. Ce retable fut détruit au cours d'une restauration excessive dans les années 1970, il n'en reste que quelques éléments, dont les statues des saints.
- Le Retable de Notre-Dame du Rosaire. Les consuls de la cité passent le 4 novembre 1583, un contrat avec Antoine Peytavi (v.1540-1592), pour qu'il réalise la peinture à l'huile du retable de l'église de la Vierge-Marie de Palau-del-Vidre, et de ses images, ainsi que la statue de  Nostra Senyora de la Pietat, placée dans la niche centrale. Le contrat précise qu'il doit employer, des couleurs, ainsi que l'or et l'argent. Il y est précisé que le retable sera apporté aux frais des consuls et de la fabrique de la paroisse, ainsi que pour le retour. Antoine Peytavi est rémunéré pour ce travail d'une somme de 45 livres payable en deux fois la première de 20 livres, le jour de Noël 1583, le solde le jour de la livraison à Pâques 1584. Il est également prévu au contrat des indemnités en cas de retard[1]. Le retable a pris la place de l'ancien retable du Maître-Autel (ce qui pourrait avoir été son emplacement primitif) lors d'une récente restauration (2007).

## Photographies

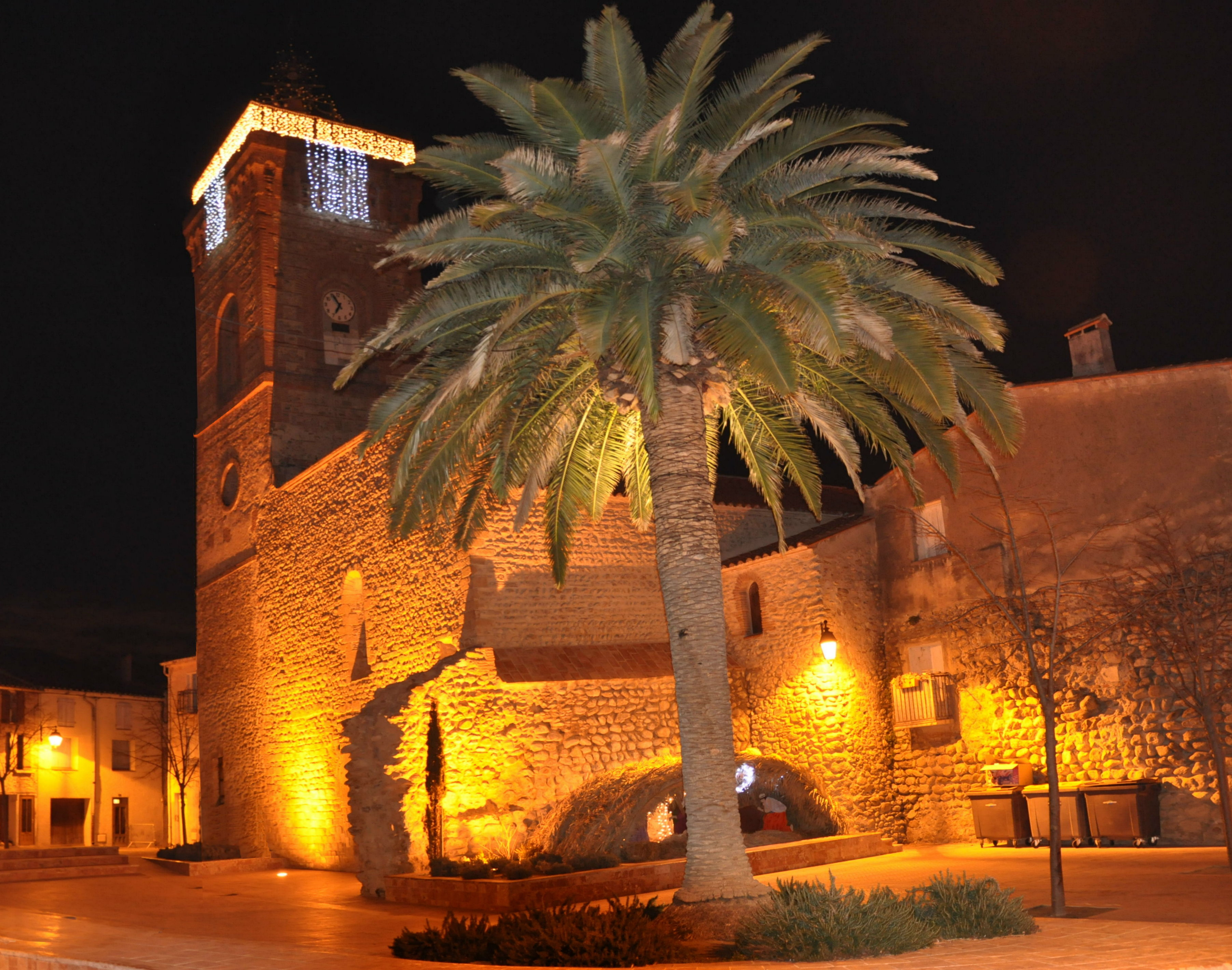
L'église à Noël
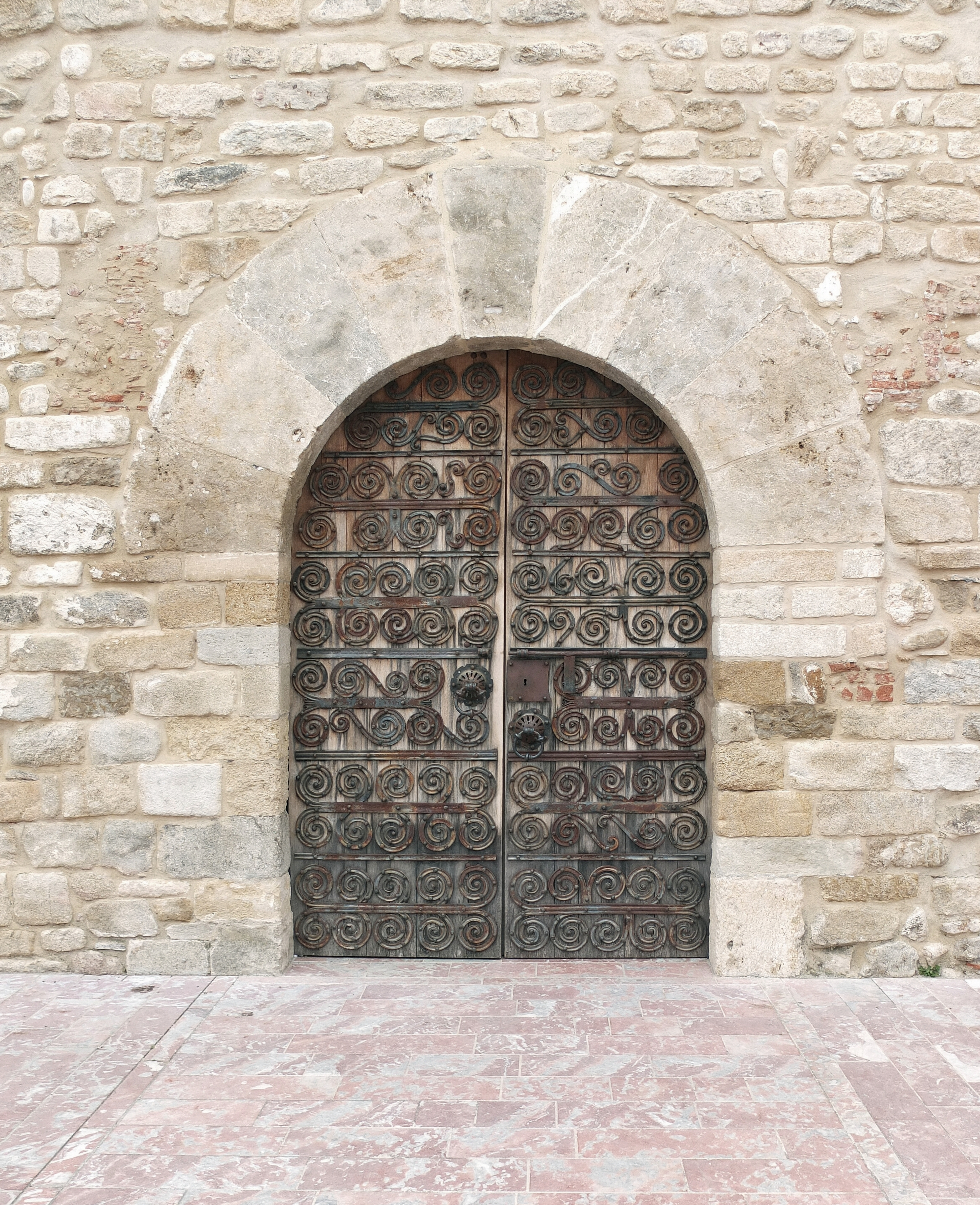
Portail
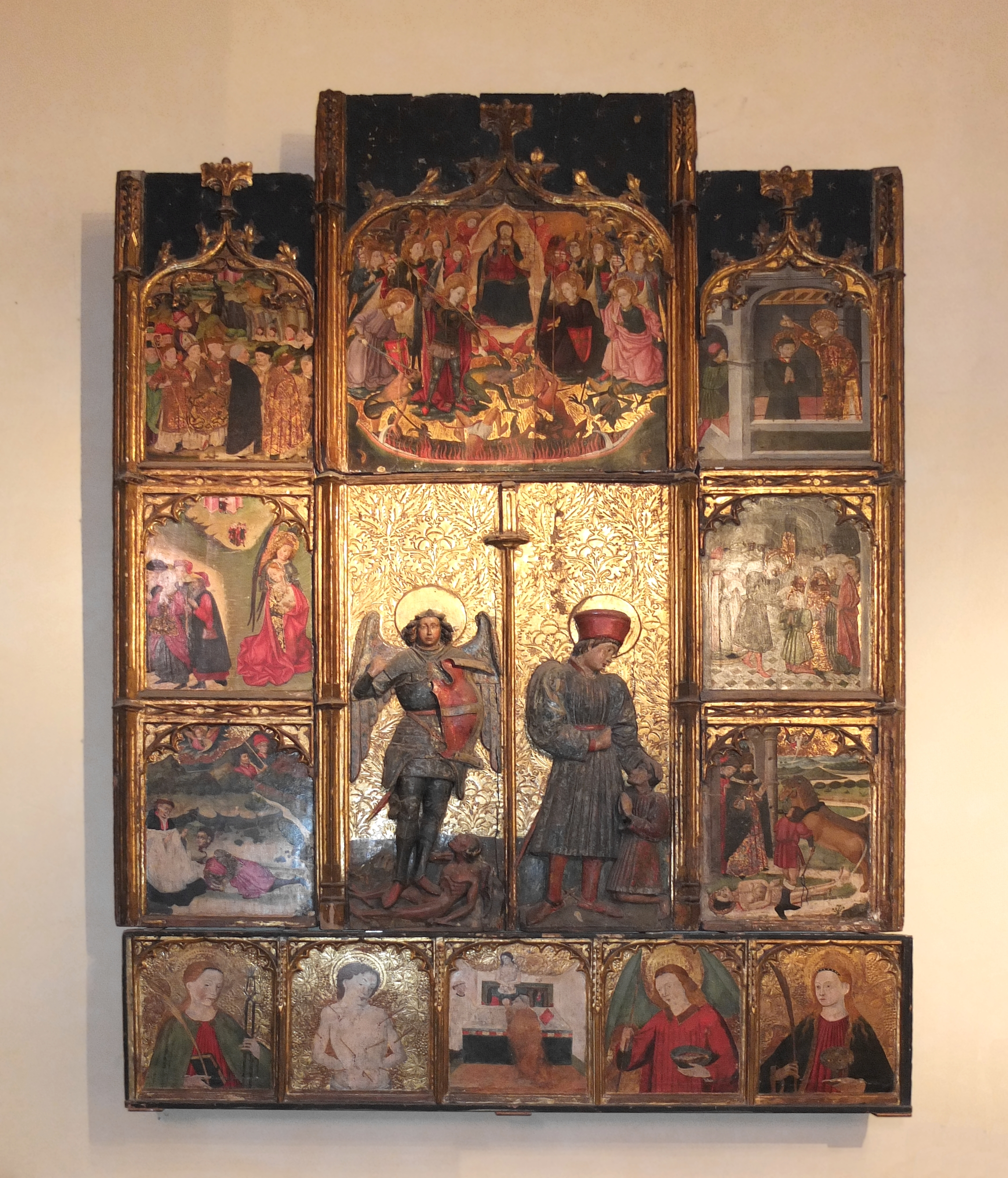
Retable de Saint-Michel et de Saint-Hippolyte, 1454
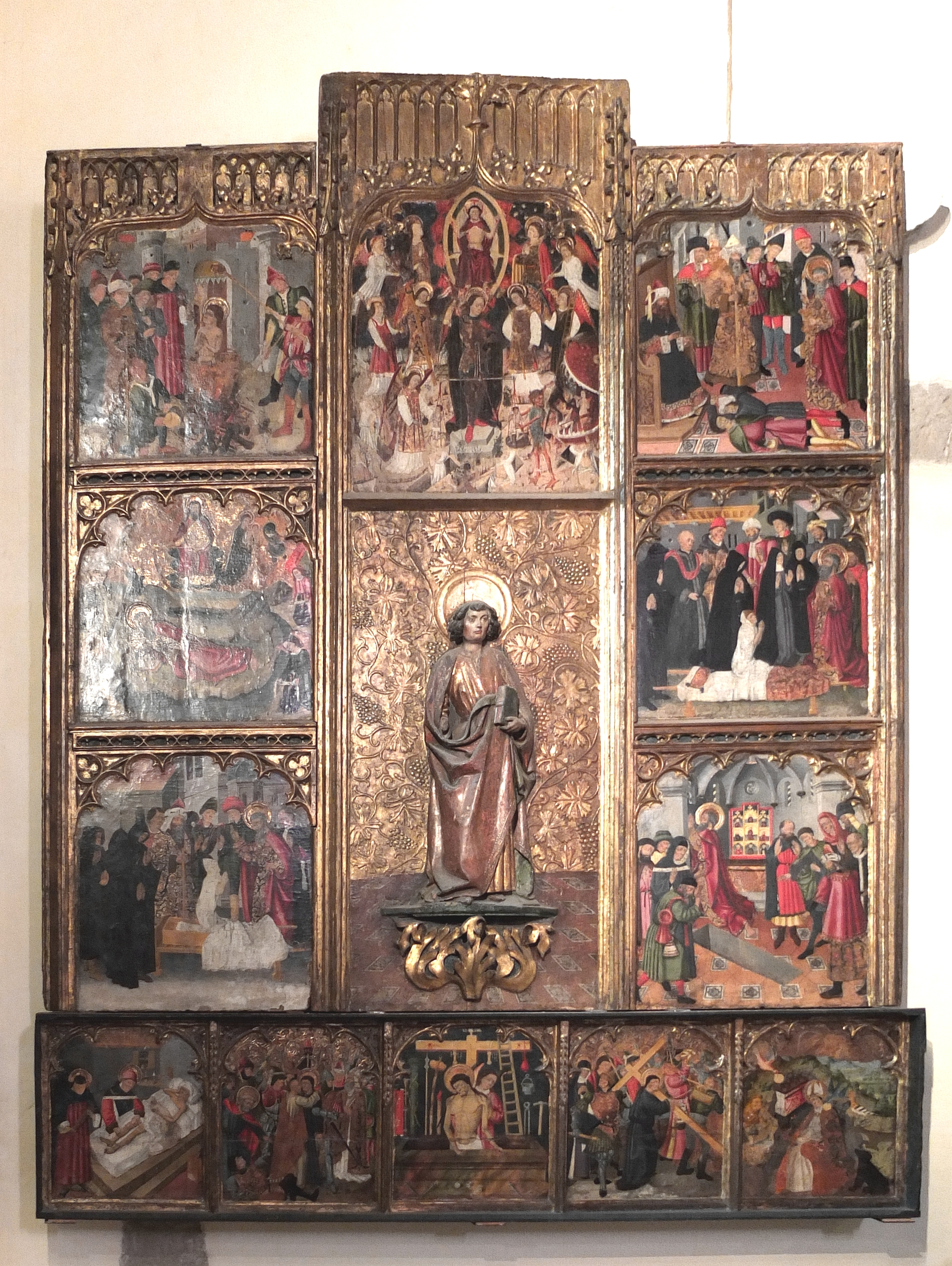
Retable de Saint Jean-l'Evangéliste, 1461
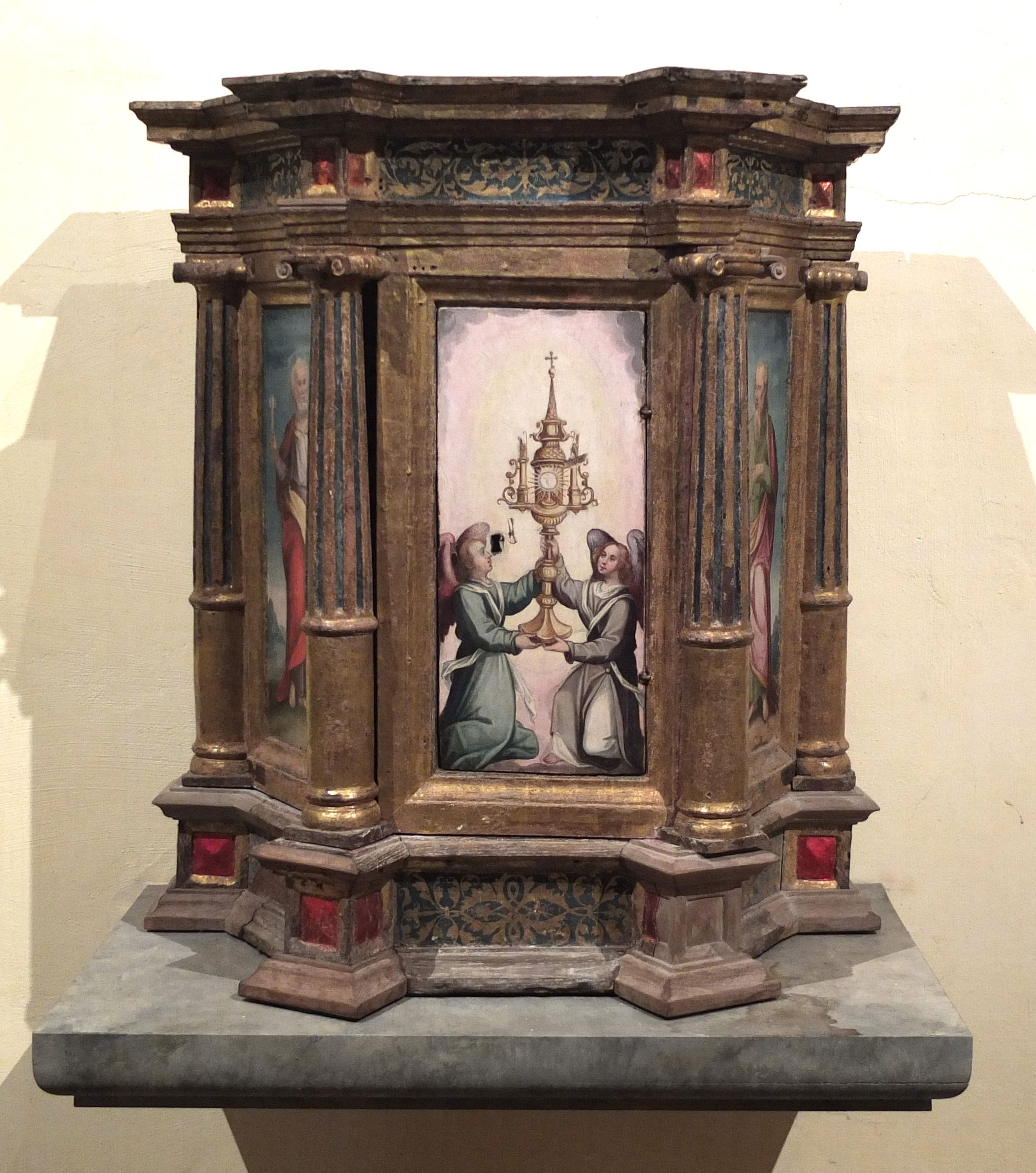
Tabernacle de Honorat Rigau, 1609 (fermé)
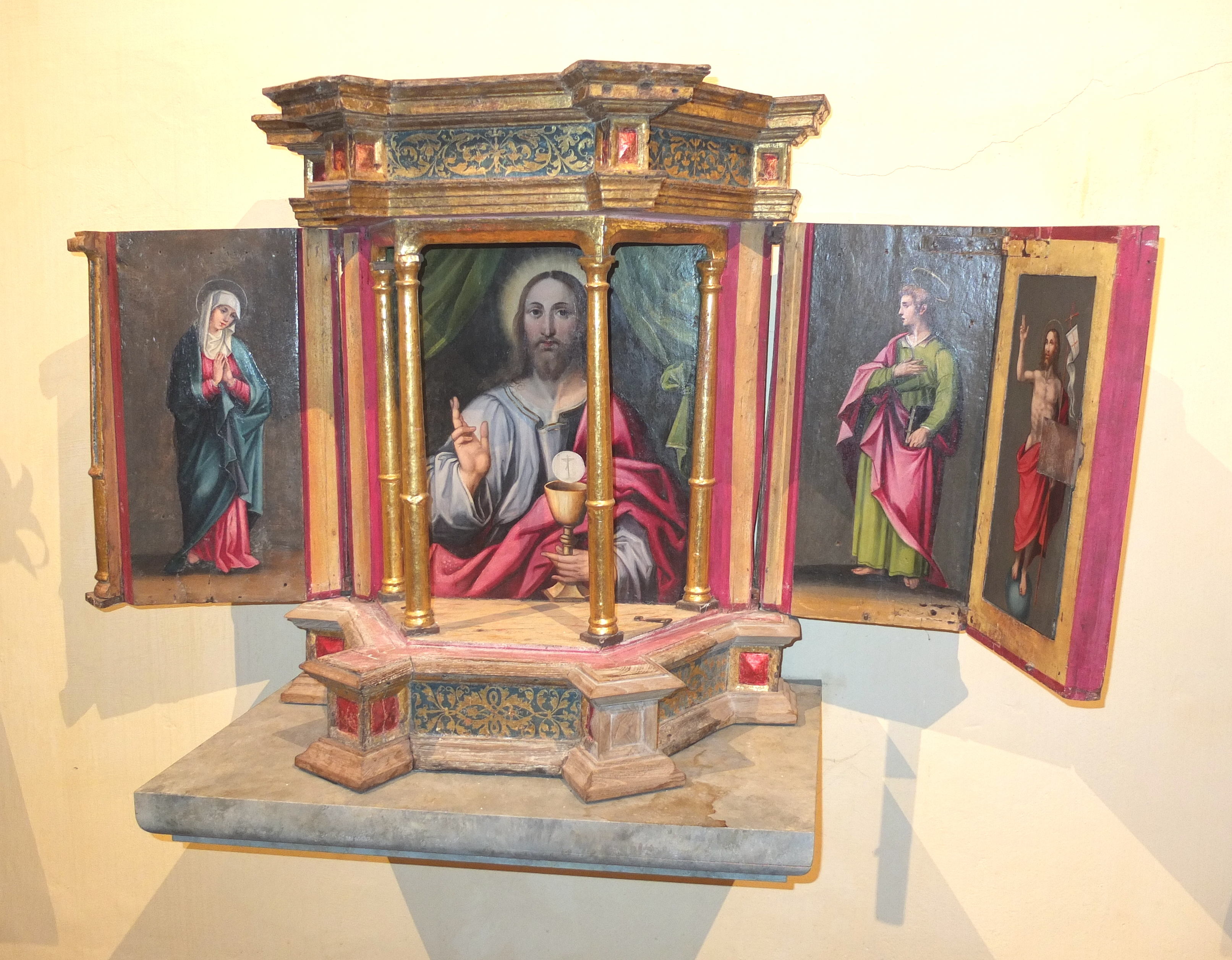
Tabernacle de Honorat Rigau, 1609 (ouvert)
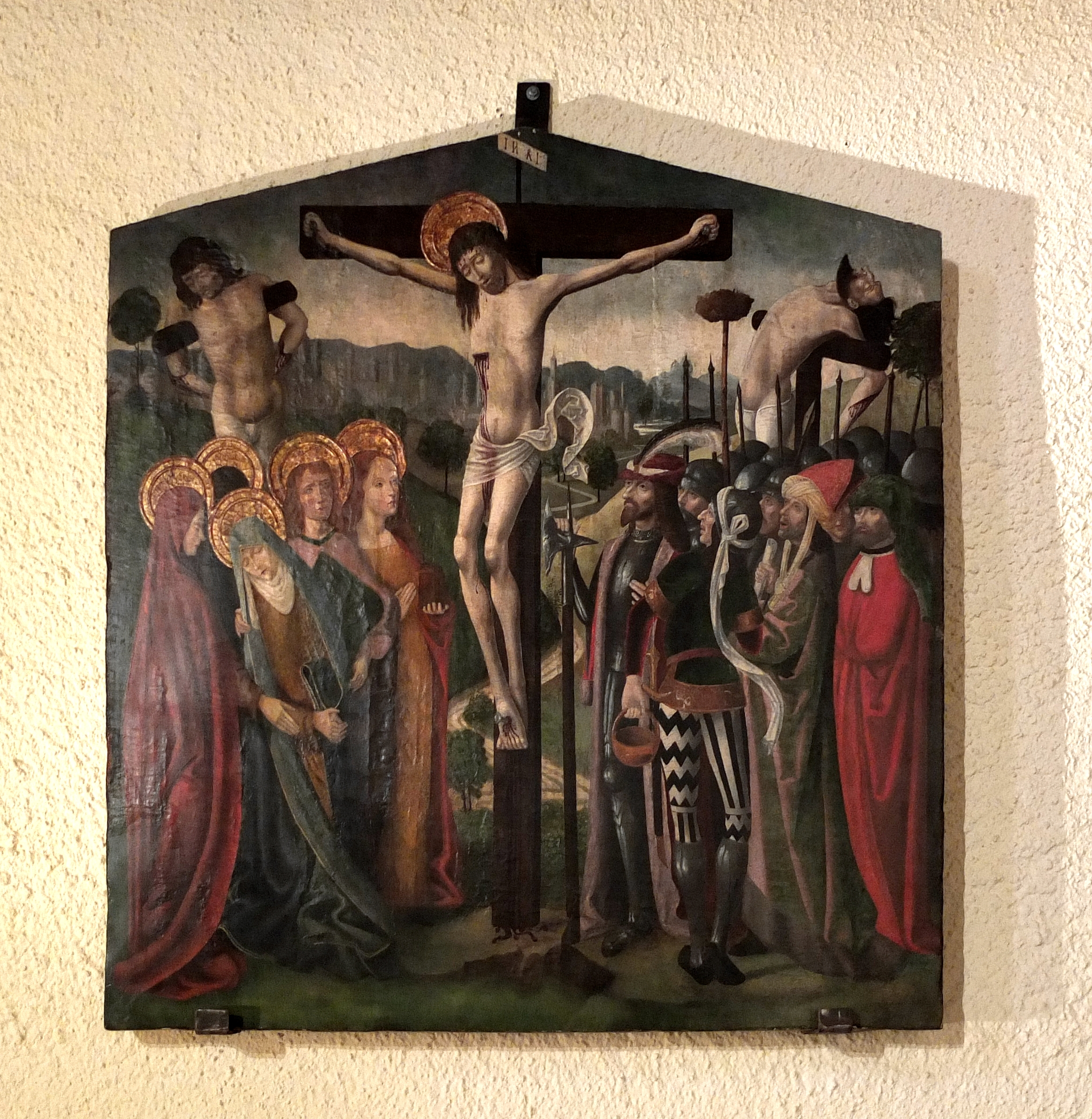
Tableau de la crucifixion, attribué à Rafael Tamarro, années 1490
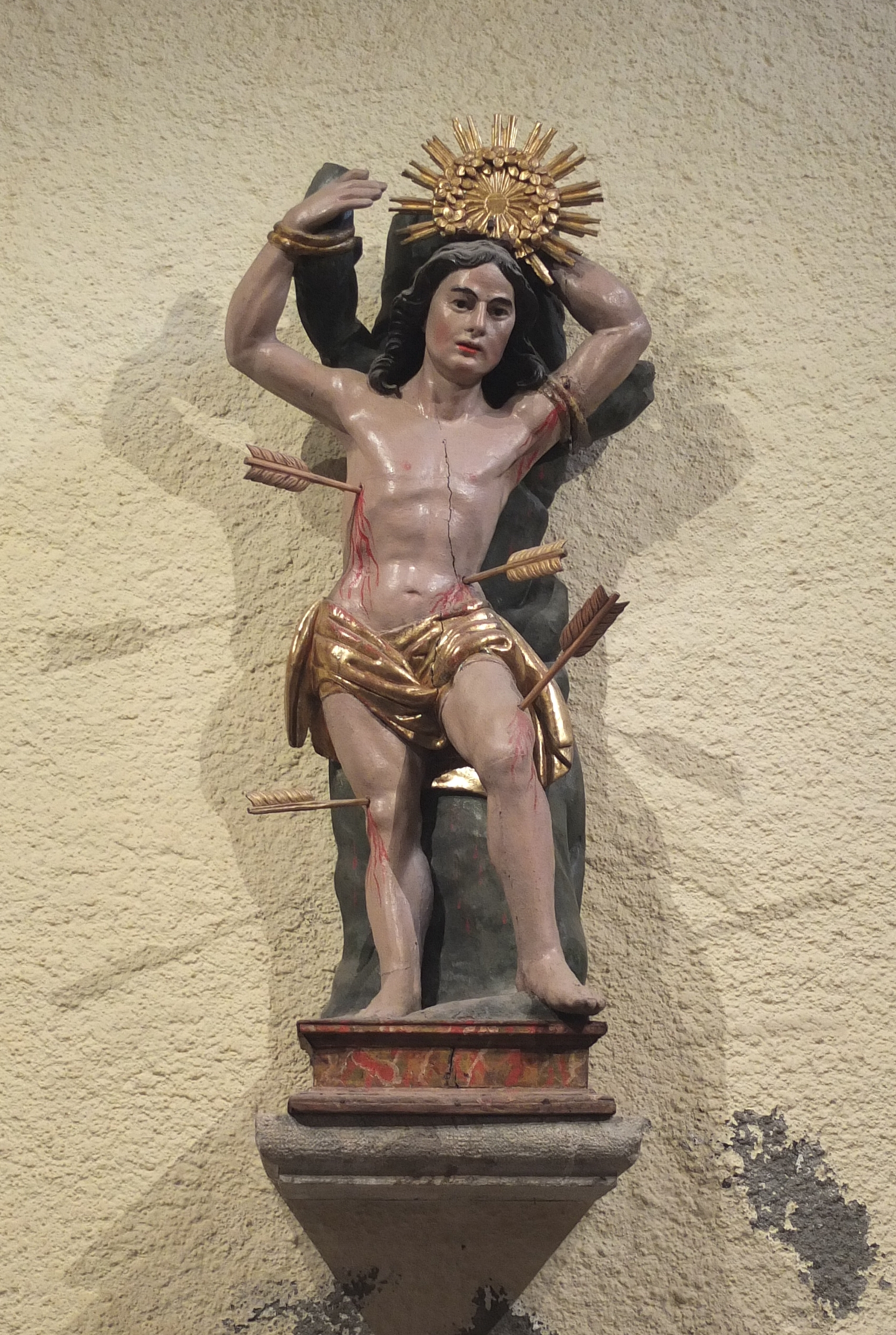
Statue de Saint Sébastien